# Mi casa en Umbría
Mi casa en Umbría es una película para televisión de HBO del 2003, basada en la novela del mismo nombre de  William Trevor y publicada junto con otra novela en el volumen Dos Vidas. La película está protagonizada por Maggie Smith y Chris Cooper, y fue dirigida por Richard Loncraine.

## Trama
Emily Delahunty (Maggie Smith), excéntrica novelista romántica británica que vive en Umbría, en el centro de Italia, donde dirige una pensión para turistas. La Sra. Delahunty se estableció en Italia para huir de un pasado algo traumático que aún la persigue, y vive sola, aparte de unos cuantos sirvientes y su administrador Quinty (Timothy Spall). Un día, mientras hacía compras en  Milán, el tren en el que se encontraba fue bombardeado por terroristas. Después de despertarse en un hospital, invita a otros tres sobrevivientes del desastre a quedarse en su villa para recuperarse. Entre ellos se encuentran "el General" (Ronnie Barker) un veterano retirado del ejército británico, Werner (Benno Fürmann), un joven fotógrafo alemán, y Aimee (Emmy Clarke), una joven americana que ahora se ha quedado muda después de que sus padres murieran ambos en la explosión.
Mientras el grupo se recupera de su calvario (en el que el General perdió a su hija, y Werner perdió a su novia y sufrió considerables quemaduras en su brazo y torso), la explosión está siendo investigada por el Inspector Girotti (Giancarlo Giannini), un policía local. Respondiendo al calor y la amabilidad de la Sra. Delahunty y los demás, Aimee comienza a hablar de nuevo, mientras las autoridades locales buscan a los parientes que puedan acogerla. Finalmente localizan a su tío, Thomas Riversmith (Chris Cooper), un profesor universitario en los EE. UU. Acepta llevar a Aimee de vuelta a los EE. UU. para vivir con su esposa y consigo mismo, aunque tienen poco tiempo para (y ninguna experiencia con) la crianza de los niños y están particularmente preocupados por tratar de criar a un niño que ha pasado por una experiencia tan traumática. A través de flashbacks se revela que la Sra. Delahunty era una huérfana que fue abusada de niño por su padre adoptivo. A una edad temprana huyó de Inglaterra con un viajante de comercio y pasó años viviendo como prostituta antes de que Quinty la convenciera de mudarse a Italia.
A la Sra. Delahunty le gustan sus nuevos compañeros de casa e invita al General y a Werner a quedarse indefinidamente. También trabaja duro para encontrar un terreno común con el tío de Aimee y trata de convencerlo de que deje a Aimee con ella en Italia en lugar de llevar al niño a América a un hogar sin amor. Mientras tanto, el inspector Girotti descubre que Werner estuvo involucrado en el ataque terrorista al tren. La Sra. Delahunty admite a regañadientes que ha llegado a la misma conclusión, pero Werner se marcha en secreto antes de que pueda ser confrontado. Aunque decepcionada por la revelación, la Sra. Delahunty está encantada de saber que el General tiene la intención de quedarse y que Thomas ha permitido que Aimee se quede también. La película termina con la Sra. Delahunty aceptando sus nuevas circunstancias, habiendo resuelto finalmente su confusión interior.
La trama se aparta sustancialmente de la de la  sombría novela de William Trevor.

## Reparto
- Maggie Smith como la Señora Emily Delahunty.
- Chris Cooper como Thomas Riversmith.
- Timothy Spall como Quinty.
- Emmy Clarke como Aimee.
- Ronnie Barker como El General.
- Benno Fürmann como Werner.
- Giancarlo Giannini como el Inspector Girotti.
- Libero De Rienzo como el Dr. Innocenti
- Cecilia Dazzi como Rosa Crevelli.

## Producción
- Gran parte de la película se hizo en Italia, incluyendo Cinecittà, Roma, Lazio, Siena y Toscana.

## Premios
- Premios Emmy en horario estelar
  - Sobresaliente "Hecho para la película de televisión" (nominado)
  - Actriz principal destacada en una miniserie o película (Smith, ganó)
  - Actor de apoyo destacado en una miniserie o película (Cooper, nominado)
  - Dirección destaca de una miniserie, película o especial dramático (nominado)
  - Escritura destacada para una miniserie, película o especial dramático (nominado)
  - Dirección artística destacada para una miniserie, película o especial (nominado)
  - Casting sobresaliente para una miniserie, película o especial (nominado)
  - Trajes destacados para una miniserie, película o especial (nominado)
  - Peinado sobresaliente para una miniserie, película o especial (nominado)
- Premios de Globos Dorados
  - Mejor Mini-Serie o Película hecha para la televisión (nominado)
  - Rendimiento mejor por una Actriz en un Mini-Series o Cuadro de Movimiento Hechos para Televisivos (Herrero, nominado)